# Robbie Hunter
Robert Georg "Robbie" Hunter es un personaje ficticio de la serie de televisión australiana Home and Away, interpretado por el actor Jason Smith del 25 de noviembre del 2003 al 10 de octubre del 2006.

## Biografía
Robbie es el tercer hijo de la familia Hunter, al inicio era un poco extraño, después de que su madre se casara con Rhys Sutherland se le hizo muy difícil adaptarse ya que todavía tenía recuerdos de su padre. 
Es muy buen amigo de Kim Hyde, Martha MacKenzie - Holden y Jack Holden. 
Después de que Tasha Andrews desapareció Robbie trató de usar uno de sus inventos pero quedó atrapado en él. Cuando logró zafarse fue mordido por una serpiente y Tasha fue por ayuda. Después de salvarle la vida se hizo amigo de Tasha y como agradecimiento le regaló una caja musical. Sin embargo ambos no tardaron en meterse en problemas, primero fueron capturados corriendo desnudos y luego faltando a clases; poco después comenzó a salir con Tasha.
Muy pronto se metió en problemas de nuevo con Irene y Beth cuando se vio involucrado en el accidente de coche de Irene y de nuevo cuando electrocuto a su hermana, Matilda y luego estuvo involucrado en la clausura de la escuela; por lo cual dejó de hacer sus inventos. A pesar de ello cuando cumplió 17 años Robbie recibió un carro que terminó al borde de un acantilado luego de que Duncan lo robara junto con Jade y Seb.
Un año más tarde Robbie se vio envuelto en un incidente de cultivos de droga luego de descubrir una plantación y culpando a Ric, por haber acusado falsamente a Henry del incendio en el quiosco.
Luego la familia decidió cambiarse de casa y cambio de hogar con Sally y Flynn. Al inicio del 2005 Robbie, Kim y Tasha se fueron de campamento donde Robbie aceptó hacer una carrera desnudo como un desafío, sin embargo mientras corría piso una aguja y no lo dijo, poco después su conducta comenzó a volverse errática, robo el coche de Kim y brinco del Jump Rock lo cual puso la vida de Jesse en peligro.
La familia decidió que ya era suficiente y con la ayuda de Flynn organizaron una intervención "dura sesión de amor", donde le hicieron ver cuánto daño les hacía. Durante esto Tasha terminó con él a causa de su comportamiento, sin embargo no estuvieron separados por mucho tiempo luego de que Tasha fuera herida en un accidente de avión, lo cual les hizo ver cuán importantes eran el uno para el otro.
En el 2005 Robbie y Tasha se "casaron" en una ceremonia de compromiso pero como esta no era válida. Después de regresar a Bay se les dificultó contarles a Beth e Irene acerca del matrimonio no oficial, pero ambas los dejaron vivir como esposos bajo ciertas reglas, al no sentirse cómodos se mudaron en secreto al viejo apartamento de la tía de Tasha, Josie, pero fueron descubiertos por Madge Wilkins. Para demostrarles a Beth e Irene que podían hacer cosas por su cuenta Robbie y Tasha limpiaron el apartamento y las invitaron para una cena de inauguración. Luego hicieron una fiesta que se salió de control y tras recibir una queja de ruido por parte de un vecino, tuvieron la visita de los policías Jack Holden y Corey Henderson. Luego se reveló que Jack se había mudado con su familia a lado de la casa de Beth, poco después Robbie y Jack se convirtió en buenos amigos. 
Poco después, Kim le pidió a Robbie que fuera su padrino en su boda con Hayley Smith, sin embargo cuando su hermano mayor Scott se perdió en el mar con Amanda Vale, Kim vio que Hayley todavía estaba enamorada de Scott y canceló la boda. Robbie y Kim se unieron en la búsqueda y finalmente fueron encontrados y devueltos a Bay. Cuando Hayley estaba a punto de decirle a Scott que lo amaba, Amanda dijo que estaba embarazada de Scott. Robbie estaba muy emocionado con la idea de tener un sobrino, especialmente desde que Amanda vivía con ellos. A pesar de esto, Scott no quería regresar con Amanda ya que estaba enamorado de Hayley, así que se mudó con su madre Beth, Cuando todos se enteraron de que Amanda nunca había estado embarazada y que fingió el aborto, Robbie comenzó a cuestionar su integridad profesional y personal, por lo que Amanda le dio una bofetada que le ocasionó su despedida. 
Luego de que Tasha se fuera a la ciudad a ver a su hermano Dylan que había sufrido un accidente, Robbie decidió llevar a Kim a un centro naturalista para animarlo tras su ruptura con Hayley, sin embargo el centro naturalista resultó ser un balneario nudista. Así que Robbie decidió ir a desayunar desnudo y al llegar descubrió que todo el mundo estaba vestido, por lo que la recepcionista le dijo que en las comidas deben de estar vestidos, finalmente Robbie hizo reír a Kim, quien estaba agradecido.
Cuando Tasha regresó a la ciudad lo hizo con un nuevo amigo, Jonah quien era miembro de un culto llamado "The Believers" y quería que Tasha se uniera a ellos. Robbie desconfiaba de ellos ya que creía que eran unos psicópatas o querían estafarlos. Jonah y su amigo Charity pronto convencieron a Tasha de unírseles quien a su vez convenció a Robbie para que se mudaran a una comunidad de tiendas de campaña donde la madre de Jonah, Mama Rose le enseñaría todo lo espiritual a Tasha. Irene, Jack y Martha comenzaron a preocuparse y decidieron investigar al supuesto culto y descubrieron lo que una muchacha en Queensland afirmaba que la secta y especialmente Jonah habían tratado de lastimarla. Robbie se dio cuenta de que Tasha se había unido a un culto peligroso y al tratar de advertirle esto, ella se negó a escucharlo diciendo que tenía una mente estrecha, lo cual ocasionó que la relación se deteriorara.
Durante el 2006 una tormenta azotó Summer Bay, después de que esta pasó Robbie fue a caminar junto al río de pronto sintió que alguien lo empujó y con trabajo se aferró a una rama para evitar ser arrastrado por el río y morir, al pedir ayuda el primero que llegó fue Jonah quien le extendió su mano, aunque Robbie no confiaba en él no tenía más opción, así que tomó la mano de Jonah y convenientemente este perdió sus fuerzas y Robbie fue arrastrado por la corriente. Cuando sus gafas fueron encontradas Tasha creyó lo peor. La mañana siguiente Robbie fue encontrado inconsciente en la orilla del río. Luego de recuperarse Robbie acusó a Jonah de haberlo empujado al río, sin embargo Tasha no le creyó y lo acusó de tratar de ponerla en contra de Jonah, lo que ocasionó que Robbie ya no quisiera nada con ella.
Cuando Jonah confrontó a su madre acerca de las acusaciones, esta le dijo que ella hizo lo necesario para mantenerlo lejos de Tasha. Después de esto Kim fue quien decidió darle ánimos a Robbie, impulsados por la sugerencia de Martha ambos se fueron de campamento. Sin embargo el viaje terminó cuando se enteraron de que su abuelo Graham, estaba en el hospital luego de haber sufrido un ataque al corazón. 
Cuando la salud de su abuelo comenzó a empeorar, todos los integrantes de la familia decidieron que era mejor desconectarlo de la máquina que lo mantenía con vida; sin embargo Amanda como esposa de Graham logró impedir esto, con el único fin de obtener toda su herencia. Molesto por las acciones de Amanda, Robbie decidió tomar el asunto en sus propias manos y entró a escondidas al cuarto donde estaba y desconectó la máquina como acto de compasión y así poder restaurar la dignidad que su abuelo había perdido por culpa de Amanda, secreto que Robbie guardó.
Martha y Jack no querían renunciar a Tasha y Robbie a pesar de que ya habían intentado todo tipo de cosas. Justo cuando parecía que Tasha no renunciaría al culto, Robbie fue contactado por una chica llamada Rebecca quien le dijo que Mama Rose planeaba que Jonah embarazara a Tasha con un bebé milagroso el cual llevaría a los creyentes a la gloria. Ella lo sabía porque ya lo habían intentado hacer con ella pero logró escapar. Antes de que Robbie pudiera presentar a Rebecca a Jack y Martha esta desapareció. La única opción que tenían era que Martha fuera de incógnito y se uniera al culto y así tratar de encontrar a Tasha, mientras la buscaba encontró un santuario para Tasha en la tienda de Mama Rose y a Rebecca cautiva. Lamentablemente se llevaron a Rebecca antes de que Martha pudiera rescatarla y justo cuando estaba a punto de sufrir el mismo destino Jack la rescató.
Cuando Robbie regresó para advertirle a Tasha del peligro en el que estaba descubrió el santuario, cuando intentó mostrarle a Tasha el santuario, este ya había desaparecido y a pesar de que Martha también afirmaba haberlo visto, Tasha no les creyó y seguía afirmando que ellos tenían la mente cerrada y que estaban celosos de sus nuevos amigos del culto.
Jonah intentó ser más que un amigo y junto a su madre drogaron a Tasha y la violaron. Poco después Tasha descubrió el santuario y toda la verdad y escapó de Jonah, luego de que fueran puestos en la cárcel Tasha regresó con Robbie, aunque todavía no tenían idea que estaba embarazada. Poco después Robbie y Tasha decidieron oficializar su matrimonio.
El mismo día Tasha se desmayó y fue llevada al hospital donde les dijeron que estaba embarazada. Tasha se dio cuenta de lo que Jonah le había hecho y le confió a Martha quien le aseguró que Robbie lo entendería, lo cual hizo y decidió olvidarse de la rabia que sentía y centrarse en el cuidado de Tasha y el bebé.
Luego Josh West murió y Robbie confesó que el le había disparado, con el único fin de proteger a Tasha, quien en realidad fue quien le disparó por haber permitido que Jonah la violara. Sin embargo se descubrió que Tasha no lo había matado y quien en realidad lo había hecho había sido Barry Hyde, así que los cargos fueron retirados.
Robbie y Tasha ayudaron a Jack y Martha en su compromiso, sin embargo durante la recepcioón, la acosadora de Summer Bay, Eve Jacobson alias Zoe McCallister y la detective Tracey Thompson irrumpieron y como acto final explotaron el lugar donde se encontraban, matándose ellas mismas y a la madre de Rachel e hiriendo a Robbie, Kim, Martha, Kit y Belle, quienes fueron enviados en un helicóptero para ser atendidos por sus quemaduras leves, sin embargo el helicóptero se estrelló sin embargo poco después fueron rescatados, durante su estadía en la selva Robbie le confesó a Martha que él había sido quien desconectó la máquina de su abuelo.
Robbie descubrió que Mama Rose estaba de regreso y tenía miedo de que esta hiriera a Tasha, quien tenía el objetivo de robarse al bebé sin importarle que esto le causara la muerte a Tasha. Rachel atendió a Tasha y se las arregló para mandarle un mensaje secreto a la enfermera Julie y así salir. Después de esperar en la sala el bebé finalmente nació y junto a su madre se encontraban bien, Robbie la llamó Ella.
Pero Tasha comenzó a mostrar signos de depresión y a alejarse Ella, poco después contrataron a Charity para que cuidara de la bebé, sin embargo esta la secuestró y se la llevó a Mama Rose, quien estaba decidida a realizarle un ritual a la bebé. Poco después, ambas mujeres fueron arrestadas y Ella regresó a salvo con sus padres.
Sin embargo Robbie estaba a punto de ser encarcelado bajo la acusación de haber matado a Graham. Poco después Tasha recibió una carta de su tía Josie quien quería que junto con Robbie y Ella se fueran a vivir con ella a Boston, así que luego de graduarse de la escuela Robbie dejó Summer Bay con su esposa Tasha y su hija Ella, para mudarse a Boston, Estados Unidos.